# Jochem Hoekstra
Jochem Hoekstra (21 d'octubre de 1992) és un ciclista neerlandès que competeix professionalment des del 2012. Actualment corre per l'equip Destil-Jo Piels Cycling Team.

## Palmarès
- 2014
  - 1r al Tour de Berlín i vencedor d'una etapa
  - Vencedor d'una etapa a la Carpathia Couriers Path
- 2015
  - 1r a l'Omloop der Kempen
  - 1r a la Volta a Limburg